# 高目放置
高目放置（たかめほうち）とは、プラザ合意に応じてとられた、日本銀行による短期金融市場の金利を高めに誘導した市場調節政策のこと。プラザ合意で決定された為替介入に付随する短期市場金利の上昇に対処しないという形がとられたため放置と呼ばれるが、実際には、短期市場金利の上昇にともなう海外からの資金流入増加などによる金利低下圧力を能動的に相殺した、積極的な金利引き上げ政策である。

## 概要

1985年～1988年までの為替レート（日次）。プラザ合意から数日間の急激な円高のあと一旦は横這いになっていた為替相場が、高目放置のアナウンスを受けて再び円高に進行した。

日米貿易不均衡を解消するために、プラザ合意では円高ドル安を目指す協調介入を行うことが決定された。日本は内需の拡大を行うことが求められ、その一環として日本銀行には金融緩和に動くことが期待されていたが、実際には日本銀行は短期金融市場の金利を高めに誘導するという金融引締に向かった。これを高目放置と呼ぶ。副総裁三重野康の腹心の部下であった営業局長の佃亮二によって主導された。当時の日本銀行総裁である澄田智はプラザ合意の約1ヵ月後となる10月24日の記者会見で、「金融調節をしている日銀としても、金利水準を含め現在の状況が妥当であると考える。もう一段の円高のためにも放置しておくことが望ましいと判断している」と述べ、この発表が為替市場や国債市場に大きなアナウンスメント効果を与えた。高目放置を受けて6%台半ばであった無担保コールレート（オーバーナイト物）は一時8%を超えるまでに上昇した。この金利の高め誘導は、大蔵省や関係国に対して特段の連絡もなく行われたものである。
円買いドル売りの為替介入を行うと円の短期金融市場が引き締まり、金利に上昇圧力が発生する。本来であれば政策金利の変更のない中での金利上昇を防ぐための日本銀行による資金供給や、あるいはこの金利の上昇圧力が海外からの資金流入を呼ぶことなどにより金利は元の水準に戻るのであるが、この高目放置では日本銀行は金利が元の水準に戻らないよう能動的に短期金融市場を引き締めた。介入にともなう金利上昇をそのままにするという意味で放置と呼ばれるが、実際は日本銀行による積極的な金利の高めへの誘導である。
日本銀行がプラザ合意による円高のような景気圧迫要因に対して、金融引締となる金利の高めへの誘導をおこなったのは、金利差を通じた円高促進を進めることでプラザ合意で決まった円高ドル安を一段と押し進めようとしたこと、またその時期に進んでいた長期国債金利の低下に対して市場の過熱を懸念し、長期国債金利を上昇させたいと考えていたためである。また、プラザ合意に集まった各国政府は、少なくとも形式上は中央銀行の独立性を重んじたため、金融政策の方向性について公式な形では具体的な言及を避けた。たとえば、日本の金融政策に関しては「円レートに適切な注意を払いつつ、金融政策を弾力的に運営」とのみ述べている。これにより、各国政府との取り決めに従おうとする日本政府の意図に反した行動を日本銀行が取り得る余地が生じたことも、日本銀行が引き締めへと動いた一因である。
しかし、元々プラザ合意では日本銀行には金融緩和に動くことが求められていたこと、1980年代に入って日本経済の成長が鈍化してきていたことなどもあり、日本銀行は国内外から金融引締となる高目放置政策を非難され、金利引き下げを要求されることとなった。その抗議に屈するかたちで高目放置は止められ、さらにプラザ合意の翌年である1986年には日本銀行は公定歩合を引き下げた。しかしそれまでの高目放置の効果によりプラザ合意の目標を上回って進行していた円高に歯止めがかからなかったこと、また、いわゆる「宮廷クーデター」が起きて金利引き下げへと動かざるをえなかったポール・ボルカーFRB議長が、更なる急激なドル安を招く可能性のあった米国単独利下げを嫌って日独に協調利下げを求めたこともあり、その後も公定歩合は漸次引き下げられていった。前述の通りプラザ合意時点においては中央銀行の独立性を重んじて金融政策の方向性について具体的な言及は避けられていたが、これが日本銀行が国際的な合意に反する行動をする余地を生んだこともあって、1988年1月の竹下登総理とレーガン大統領の首脳会談後の共同声明では『日本銀行は、経済の持続的成長を達成し、為替相場の安定を図るため、現在の安定した物価状況の下において、現行の政策スタンスを維持するとともに、低下しつつある短期金利が実現されるよう努力を続けることに同意している』と中央銀行による金融政策および金融調節についてまで踏み込んだ表現がなされるなどし、公定歩合は長らく低位に据え置かれるとの見方が拡がっていった。

## 結果
円高促進や長期国債金利の反騰という日本銀行としての目的は達成された。しかし、高目放置をアナウンスした頃にはプラザ合意の目指した10～12%のドル安目標はほぼすでに達成されており、また長期国債市場の過熱はそもそも日本銀行が対処すべきものであったかは疑わしい。
プラザ合意直後の協調介入による円高ドル安がひとまず落ち着いた中で更なる円高を目指した高目放置は、その後の円高への動きを確定する役割を果たした。
1985年10月19日に開始されたばかりであった長期国債の先物取引は、10月24日の高目放置導入のアナウンスによって上場から一週間ばかりで早々に急落に見舞われ、ストップ安売り気配のまま2日間も値がつかないという混乱した事態となった。
日銀短観における「金融機関の貸出態度判断」や「資金繰り判断」が低下するなど、景気に対する引き締め効果が発揮された。
プラザ合意による円高に加えて引き締めが行われることになったため、インフレ率はその後に大幅に低下し、一時、前年比マイナスにまでなった。
高目放置という引締政策に対して国内外から非難が集まり、特に日本銀行とともにプラザ合意に出席していた大蔵省から強い抗議をうけた。これらに屈するかたちで日本銀行は高目放置を取り止め、さらには公定歩合の引き下げを行うことになった。このような経緯が、金融緩和の長期化予想を市場に与え、上述のインフレ率の低下とともなって名目長期金利は大幅な低下を続けた。この名目長期金利の低下が人々の貨幣錯覚を通じて投資を過剰に刺激し、バブル景気へと繋がっていったという見方がある（→貨幣錯覚を参照）。また、プラザ合意の方針や円高によるデフレ圧力への対応に日本銀行が逆行したためとはいえ、大蔵省からの要求に屈するかたちとなったことが、その後の臨機応変な金融引締を阻害したという見解が生まれ、日本銀行の独立性を強めるための日銀法改正へと繋がっていった。